# Antonio Valdecantos
Antonio Valdecantos Alcaide (Madrid, 1 de octubre de 1964) es un filósofo, escritor y profesor español. Desde 2021 trabaja como catedrático en la Facultad de Filosofía de la Universidad Complutense.

## Biografía intelectual
Cursó el bachillerato en su ciudad de origen (en el instituto Cervantes) y la licenciatura en Filosofía en la Universidad Autónoma de Madrid, en la que enseñó entre 1992 y 1996 como profesor ayudante. Fue también becario de investigación en el Instituto de Filosofía del CSIC e investigador visitante en el Archivo Leibniz, de Hannover, y en la New School for Social Research, de Nueva York. En 1996 se trasladó a la Universidad Carlos III, donde acababan de implantarse los estudios de humanidades, y ejerció primero como profesor ayudante y después como titular, siendo nombrado catedrático en 2008, tras superar el año anterior los exámenes de habilitación nacional con una investigación sobre Moral y política de la vergüenza. Se encargó en dicha universidad de cursos y seminarios de retórica y teoría crítica, de filosofía moral, de metafísica, de historia de las ideas y de teoría del conocimiento y de la acción, y se entregó también a una áspera tarea de crítica académica y cultural. Entre 1999 y 2001 dirigió allí el Programa de Doctorado en Humanidades y entre 2020 y 2021 el Instituto de Historiografía Julio Caro Baroja. En ese último año pasó, en comisión de servicios, a la Facultad de Filosofía de la Universidad Complutense, donde obtuvo la cátedra en 2022 y donde trabaja en la actualidad, teniendo a su cargo cursos de filosofía política y de corrientes actuales de la filosofía, así como el seminario "Tiempo y teoría".
En la última década del siglo XX trabajó en su tesis doctoral, que presentó en 1994 en la UAM, bajo la dirección de Javier Muguerza, con el título El mito del contexto. Tres argumentos sobre el ideal contextualista en la filosofía moral contemporánea, y comenzó un programa de desmantelamiento de los supuestos filosóficos de la idea moderna de la moral, dentro de un marco de racionalismo trágico que se expresó en su libro Contra el relativismo, de 1999. En el decenio posterior, ese proyecto se radicalizó, lo que provocó la revisión de algunas tesis de los años precedentes e hizo que se reunieran materiales nuevos en sus libros Apología del arrepentido, de 2006, y La moral como anomalía, de 2007. En 2008 publicó La fábrica del bien, un largo ensayo en que se sistematizaba su programa teórico. Por aquellos años ejerció cierta actividad ensayística y crítica en publicaciones como Revista de libros o Claves de razón práctica.
En 2011 aparece otro libro extenso, La clac y el apuntador, donde a las tesis de los años anteriores se une el intento de una escritura poco acomodada a los formatos oficiales de la actividad investigadora. Por su parte, la crisis económica iniciada en 2008 (precedida por las reformas universitarias de esa década, contra las que militó pugnazmente) lo llevó al ensayo cultural y político, que practicó en escritos de longitud diversa, algunos de ellos publicados en El País. En esos años inició la elaboración de una teoría de la modernidad tardía (o "póstuma") que fue perfilándose en obras como La excepción permanente, de 2014, Filosofía de la caducidad, de 2015, y Manifiesto antivitalista, de 2018, pero, sobre todo, en dos ensayos de cierta extensión: Teoría del súbdito, de 2016, y La modernidad póstuma, publicado en 2022. Una colección de escritos breves (ensayísticos, aforísticos y de ficción) de las dos primeras décadas del siglo, junto con material inédito, puede hallarse en su libro, de 2018, Sin imagen del tiempo.
Aunque desde primera hora la retórica estuvo en el centro de sus intereses, es en esa época cuando escribe libros como Misión del ágrafo, de 2016, donde aparece una provocativa reflexión sobre la escritura, o como Signos de contrabando, de 2019, que contiene el programa de una ambiciosa tarea de crítica del lenguaje. En 2014 había publicado un ensayo de crítica cultural, El saldo del espíritu, en el que afloraron preocupaciones presentes en sus obras anteriores y que volverían a mostrarse de manera más explícita en 2022 con ocasión de unas "notas de contrateoría de la cultura" tituladas El hecho y el desecho. En ese mismo año se publicó también Noticias de Iconópolis, esbozo de una teoría de la imagen que se presentaba al mismo tiempo como una anatomía mental de la ciudad contemporánea. En 2023 apareció El complot de los elementos, anunciado como una "fantasmagoría filosófica" en la que se discutían aspectos de la teoría de la narración, del espacio y de la catásfrofe, y al año siguiente el ensayo Verdad, juego y libertad, un ejercicio de prosa especulativa en torno al vínculo entre las tres nociones referidas en el título.

## Libros
- Verdad, juego y libertad, Abada, Madrid, 2024, 348 pp.
- El complot de los elementos. Breve tratado sobre la narración, el espacio y la catásfrofe, Guillermo Escolar Editor, Madrid, 2023, 248 pp.[10][11]
- La modernidad póstuma, Abada, Madrid, 2022, 354 pp.[12][13][14][15][16]
- Noticias de Iconópolis, Herder, Barcelona, 2022, 240 pp.
- El hecho y el desecho. Notas para una contrateoría de la cultura, Cátedra, Madrid, 2022, 208 pp.[17][18][19]
- Signos de contrabando. Informe contra la idea de comunicación, Underwood, Madrid, 2019, 242 pp.[20][21][22][23][24]
- Sin imagen del tiempo. Ensayos, apuntes e interferencias, Abada, Madrid, 2018, 340 pp.
- Manifiesto antivitalista, Los Libros de la Catarata, Madrid, 2018, 157 pp.
- Teoría del súbdito, Herder, Barcelona, 2016, 394 pp.[25]
- La ironía en pintura, Espacio Valverde, Madrid, 2016, 19 pp.
- Misión del ágrafo, prólogo de José Manuel Cuesta Abad, La Uña Rota, Segovia, 2016, 157 pp.[26][27][28][29][30][31][32][33][34]
- Filosofía de la caducidad, Plaza y Valdés, Madrid, 2015, 186 pp.[35]
- La excepción permanente. O la construcción totalitaria del tiempo, Díaz & Pons, Madrid, 2014, 160 pp.[36][37][38][39][40][41]
- El saldo del espíritu. Capitalismo, cultura y valores, Herder, Barcelona, 2014, 264 pp.[42][43][44][45][46]
- La clac y el apuntador. Materiales sobre la verdad, la justicia y el tiempo, Abada, Madrid, 2011, 375 pp.[47]
- La fábrica del bien. Ensayo sobre la invención de la moral, Síntesis, Madrid, 2008, 387 pp.[48]
- La moral como anomalía, Herder, Barcelona, 2007, 308 pp.[49][50][51]
- Apología del arrepentido y otros ensayos de teoría moral, Mínimo Tránsito/Antonio Machado Libros, Madrid, 2006, 355 pp.[52][53][54]
- Contra el relativismo, Visor Dis, Madrid, 1999, 154 pp.[55][56][57][58][59]
- Ex illis es. Un trabajo dramático sobre el "Retablo de las maravillas" de Cervantes, prólogo de Alberto Sánchez, Publicaciones del Instituto de Bachillerato "Cervantes", Madrid, 1982, 30 pp.